# Hongqi Yingzi (sockenhuvudort i Kina, Liaoning Sheng, lat 40,33, long 123,44)
Hongqi Yingzi (kinesiska: 红旗营子) är en sockenhuvudort i Kina. Den ligger i provinsen Liaoning, i den nordöstra delen av landet, omkring 160 kilometer söder om provinshuvudstaden Shenyang. Antalet invånare är 13 427. Befolkningen består av 6 590 kvinnor och 6 837 män. Barn under 15 år utgör 14,0 %, vuxna 15-64 år 73 %, och äldre över 65 år 11,0 %.
Runt Hongqi Yingzi är det ganska tätbefolkat, med 108 invånare per kvadratkilometer. Närmaste större samhälle är Xiuyan, 14,5 km väster om Hongqi Yingzi. I omgivningarna runt Hongqi Yingzi växer i huvudsak blandskog.
Genomsnittlig årsnederbörd är 1 190 millimeter. Den regnigaste månaden är juli, med i genomsnitt 387 mm nederbörd, och den torraste är januari, med 8 mm nederbörd.